# Masthimmanahalli, Dod Ballapur
Masthimmanahalli là một làng thuộc tehsil Dod Ballapur, huyện Bangalore Rural, bang Karnataka, Ấn Độ.